# Państwowa Szkoła Muzyczna I i II st. im. Witolda Lutosławskiego w Stargardzie
Państwowa Szkoła Muzyczna I i II st. im. Witolda Lutosławskiego w Stargardzie – szkoła muzyczna I i II st., prowadzi działalność w zakresie nauczania na poziomie I stopnia (szkoła podstawowa) oraz II stopnia (szkoła średnia). Nauczanie odbywa się w systemie popołudniowym. Mieści się w piętnastowiecznej kamienicy, przy ul. Kazimierza Wielkiego 13 w Stargardzie zw. Domem Protzena.

## Historia
Początki powstania szkoły sięgają 1949 roku, kiedy to założono Miejskie Ognisko Muzyczne, mieszczące się w kamienicy przy ul. Śląskiej, przejściowo także w budynku dzisiejszej Stargardzkiej Szkoły Wyższej Stargardinum. W 1951 upaństwowiono je tworząc Państwowe Ognisko Muzyczne. Ognisko po odbudowaniu Domu Protzena w 1959 przeniesiono do obecnego budynku. 1 września 1965 roku przekształcono je w Państwową Szkołę Muzyczną I stopnia. W 30. rocznicę tego wydarzenia nadano szkole patrona – Witolda Lutosławskiego oraz sztandar. W 2005 roku szkoła uzyskała status szkoły średniej (II stopnia).
Szkoła obecnie kształci 185 uczniów, w czterech sekcjach (instrumentów klawiszowych, strunowych, dętych i perkusyjnych oraz przedmiotów teoretycznych) i 13 klasach instrumentalnych. Pracuje tu 22 nauczycieli.

## Budynek szkoły
Główny budynek szkoły stanowi zabytkowa kamienica, zbudowana w pierwszej połowie XV wieku. W 1987 do północnej ściany dobudowano nowe skrzydło, wraz z salą koncertową na 180 miejsc, salami lekcyjnymi i gabinetami administracyjnymi. W lutym 2009 Szkoła Muzyczna ze Stargardu i Stralsundu nawiązały współpracę, która ma na celu poprawę warunków kształcenia w obu szkołach. W ramach Programu Operacyjego Unii Europejskiej kapitalnemu remontowi poddana została zabytkowa część szkoły, natomiast skrzydło wzniesione w 1987 zastąpione zostało nowym gmachem, nawiązującym sylwetką do przedwojennej kamienicy. 14 października 2010 rozstał ogłoszony przetarg na realizację tego przedsięwzięcia, planowy termin zakończenia prac to listopad 2011 roku.

## Dyrektorzy
- Władysław Kalisz (1949–1951)
- Jan Dymarski (1951–1953)
- Irena Czechowicz (1953–1965)
- Ryszard Śniowski (1965–1987)
- Józef Michalski (1987–1991)
- Grzegorz Konopczyński (1991–2022)[3]
- Żaneta Bartosiewicz (od 2022)